# Àcid húmic

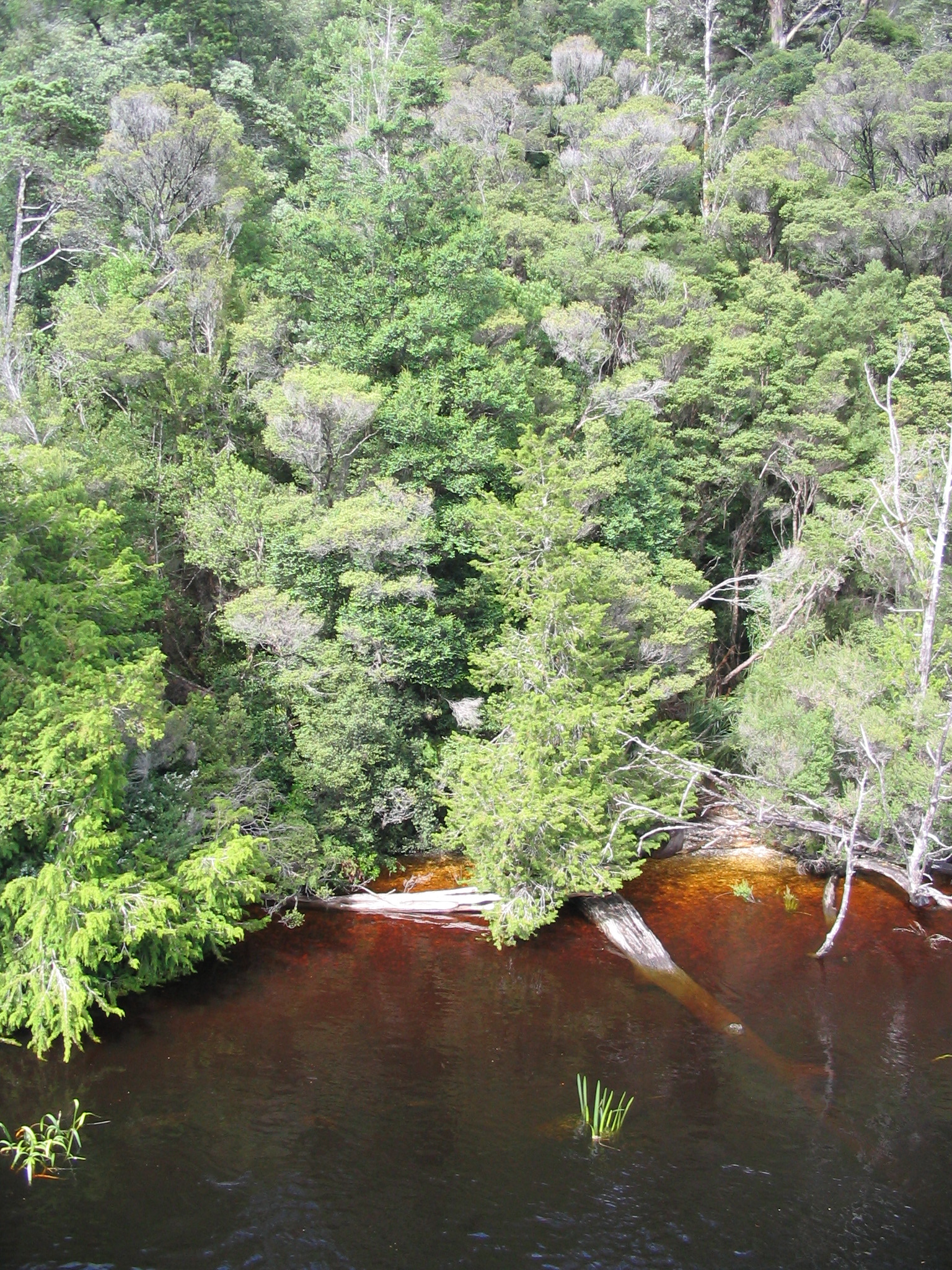
Les aigües àcides i oligotròfiques proporcionen àcids húmics de color del te (Bosc de Tasmània occidental)

Els àcids húmics constitueixen una de les fraccions més importants de l'humus.
L'àcid húmic és el principal component de les substàncies húmiques les quals són els components orgànics majoritaris de l'humus del sòl, la torba, el carbó, molts corrents d'aigua, llacs distròfics i aigua dels oceans. Es produeix per biodegradació de matèria orgànica morta. No és un àcid simple sinó una barreja complexa de molts àcids diferents que continguin el grup carboxil i fenoll i així la mixtura funciona com un àcid dibàsic o, ocasionalment, com un àcid tribàsic. Els àcids húmics poden formar complexos de coordinació amb els ions que es trobin en el medi ambient.
Els àcids húmics són poc mòbils, però poden formar amb l'argila l'anomenat complex argilo-húmic de gran importància per la fertilitat dels sòls.

## Formació i descripció
Els àcids húmics es formen per disgregació microbiana de matèria vegetal morta com és la lignina. Els àcids húmics són molt resistents a una posterior biodegradació.
Les substàncies húmiques en sòls i sediments es poden dividir en tres fraccions principals: àcids húmics, àcids fúlvics i humina. Els àcids húmics i fúlvics són extrets com una solució col·loidal del sòl i altres fases sòlides dins una solució fortament bàsica d'hidròxid de sodi o hidròxid de potassi. Els àcids húmics es fan precipitar afegint àcid clorhídric i deixen els àcids fúlvics en solució, els àcids fúlvics són àcids húmics de menor pes molecular i més contingut d'oxigen que els altres àcids húmics. La humina és insoluble en àlcali diluït.
L'evolució de les substàncies húmiques segueixen aquest esquema: 
àcids fúlvics → àcids húmics → humines.

## Característiques químiques

Exemple d'un àcid húmic típic

Els àcids húmics són mescles de moltes molècules algunes de les quals tenen un nucli d'hidrocarburs aromàtics amb substituents fenòlics i carboxílics.

## Efectes en l'ecologia
Des del Neolític s'ha afegit matèria orgànica als sòls agrícoles, tanmateix, la química i la funció d'aquesta matèria orgànica ha estat controvertida fins als estudis de Justus von Liebig. Actualment es té un punt de vista holístic i a més de l'aportació de nutrients es valora també la capacitat d'emmagatzemar aigua dels humus i es creu que les plantes poden absorbir directament les formes solubles de l'humus.

## Maons a l'Antic Egipte
Segons l'arqueologia i els relats de la Bíblia (Èxode capítol 5) es barrejava palla amb fang per a fer maons de construcció. Es creu que l'alliberament d'àcids húmics de la palla donava més resistència als maons.